# Bürgerenergiegesellschaft

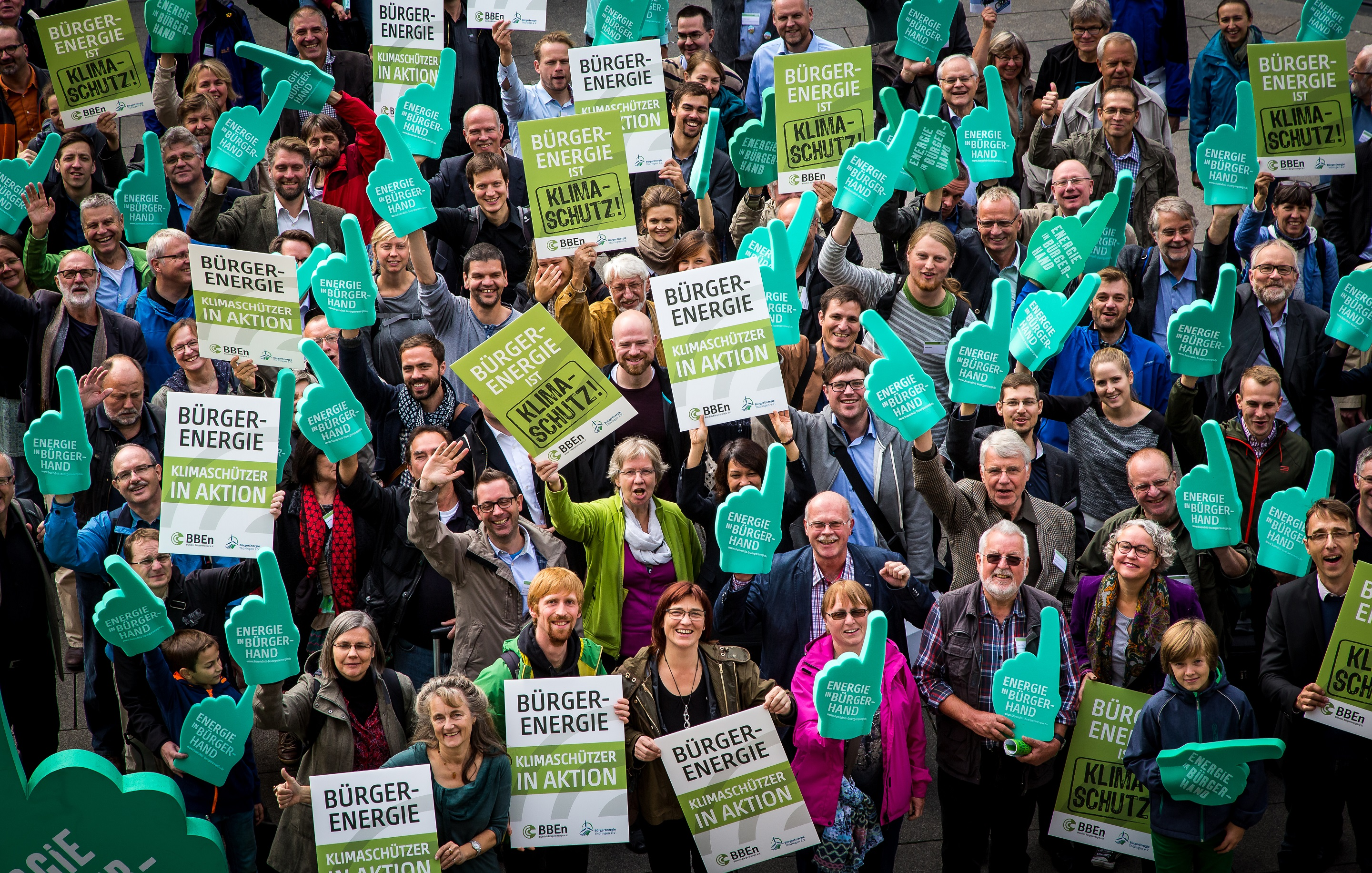
Bürgerenergie-Konvent

Eine Bürgerenergiegesellschaft (englisch renewable energy community oder citizen energy community ‚Bürgerenergiegemeinschaft‘) ist ein energiewirtschaftliches Unternehmen, in dem die Bürgerbeteiligung einen hohen Wert hat und Bürger zum Beispiel (Mit-)Eigentümer von Anlagen insbesondere zur Gewinnung erneuerbarer Energie sind. Charakteristika sind weiterhin eine regionale oder lokale Wertschöpfung, Bedeutung auch nicht-finanzieller, beispielsweise sozialer oder umweltpolitischer Ziele, und Offenheit bzw. Repräsentativität für die Bürgerinnen und Bürger der Region, in der die Energieanlage betrieben wird. Je nach Rechtsform und Eigentümer sind die Charakteristika unterschiedlich ausgeprägt. Die Bürgerenergiegenossenschaft ist eine besonders bürgernahe Rechtsform, weil offen für die Beteiligung einer großen Zahl an Mitgliedern. Bürgerenergie im umfassenderen Sinne betont die Bürgerbeteiligung mit dem Slogan „Energie in Bürgerhand“.

## Definition
Es gibt keine einheitliche, allgemein akzeptierte Definition für Bürgerenergie. An erster Stelle steht jedoch bei allen Definitionen die Teilhabe (Partizipation) von Bürgerinnen und Bürgern an der Energiewende im Sinne der Ausrichtung auf erneuerbare Energien und dezentrale Strukturen der Energiewirtschaft. Zum Aufbau regionaler Strukturen ist Bürgerenergie meist regional verankert. Unterschiedlich wird dabei der Begriff der Regionalität verstanden, wobei entweder die räumliche Nähe der Bürger zur Energieanlage oder der Bezug zur jeweiligen Gebietskörperschaft (Gemeinde, Stadt, Kreis) hervorgehoben wird. Außer der räumlichen Nähe wird in diesem Zusammenhang auch von sozialer, technischer und zeitlicher Nähe der Energie-Erzeuger und -Verbraucher und von Erzeuger-Verbraucher-Gemeinschaften gesprochen. In jedem Falle soll der regionale Bezug Identität stiften und Akzeptanz für die mit der Energiewende verbundenen Veränderungen fördern. Staats- und religionstheoretisch kann das Anliegen der Bürgerenergie auch mit dem Prinzip der Subsidiarität begründet und mit den Begriffen Selbstbestimmungsrecht und Selbstverwaltung verbunden werden. Mit dem Kunstwort Prosumer wird das Anliegen der Bürgerenergie beschrieben, dass der Produzent und Konsument von Energie möglichst eine Einheit oder zumindest eng vernetzt sein mögen. Dies zielt auf eine verbrauchernahe Erzeugung von erneuerbaren Energien. Neben den ökonomischen und finanziellen Aspekten werden von den Akteuren der Bürgerenergie demokratische, soziale und ökologische Werte in unterschiedlichem Maße betont und unter dem Oberbegriff Gemeinwohl hervorgehoben. Einige Bürgerenergiegesellschaften, wie die Grenzstrom vindtved sind als Gemeinwohlökonomie-Unternehmen zertifiziert. In einigen Definitionen wird betont, dass Bürgerenergie weder wirtschaftlich noch politisch zentral gesteuert ist, d. h. unabhängig von großen Energiekonzernen agiert und auf Gewinnmaximierung verzichtet.
Eine wissenschaftliche Arbeit aus dem Jahre 2013 definiert Bürgerenergie im engeren Sinne mittels folgender Kriterien zur Abgrenzung von anderen Organisationstypen für Energieprojekte folgendermaßen
1. Akteursgruppe: Privatpersonen und/oder landwirtschaftliche Einzelunternehmen bzw. juristische Personen (außer Großkonzerne) investieren einzeln oder gemeinsam in Energieanlagen.
2. Beteiligungsform: Es handelt sich um eine finanzielle Beteiligung mit Eigenkapital, welches mit hinreichend Stimm- und Kontrollrechten ausgestattet ist, sodass eine Steuerung der Projekte durch die Bürgerinnen und Bürger möglich ist.
3. Beteiligungsquote: Die Bürgerinnen und Bürger halten mindestens 50 % der Stimmrechte.
4. Regionalität: Die investierenden Mitglieder der Gesellschaft kommen aus bzw. sind ansässig in einer Region, wobei hinsichtlich der Grenzen einer Region auf gemeinsame Identitätsbildungsprozesse verwiesen sei. Region wird hier als subnationale Einheit, wohl auch – abgesehen von den Stadtstaaten – als eine kleinere Einheit als ein Bundesland, verstanden. Die gemeinsame Identität kann dabei allerdings Grenzen von Bundesländern übergreifen.

## Geschichte
Bürgerengagement in der Energieversorgung besitzt eine lange Tradition, die in das ausgehende 19. Jahrhundert zurückreicht (siehe Geschichte der Bürgerenergiegenossenschaften in Deutschland). Im heute gebrauchten Sinne ist „Bürgerenergie“ auf erneuerbare Energien fokussiert, die dezentral erzeugt, gespeichert, gehandelt und genutzt werden. Als soziale Bewegung und zivilgesellschaftliches Engagement (auch Graswurzelbewegung) entwickelte sich die Bürgerenergie für erneuerbare Energien seit den 1970er Jahren aus der Anti-Atomkraft-Bewegung zunächst ohne rechtlichen Rahmen und dabei teilweise im Widerstreit zu etablierten Energieversorgungsunternehmen und anderen Akteuren der Energiewirtschaft. Rechtliche Rahmen wurden zunächst mit der kostendeckenden Vergütung nach dem Aachener Modell (1989) und dann mit dem Stromeinspeisungsgesetz (1991) und schließlich mit dem Erneuerbare-Energien-Gesetz (2000) geschaffen.
In der 2018 verabschiedeten Erneuerbare-Energien-Richtlinie RED II (Renewable Energies Directive II) wird der Begriff Erneuerbare-Energie-Gemeinschaften verwendet. Diesem Begriff ist speziell der Artikel 22 gewidmet, der zuvor in Artikel 2 Absatz 16 definiert wurde. Bis 30. Juni 2021 ist diese Richtlinie in nationales Recht umzusetzen.

## Bedeutung

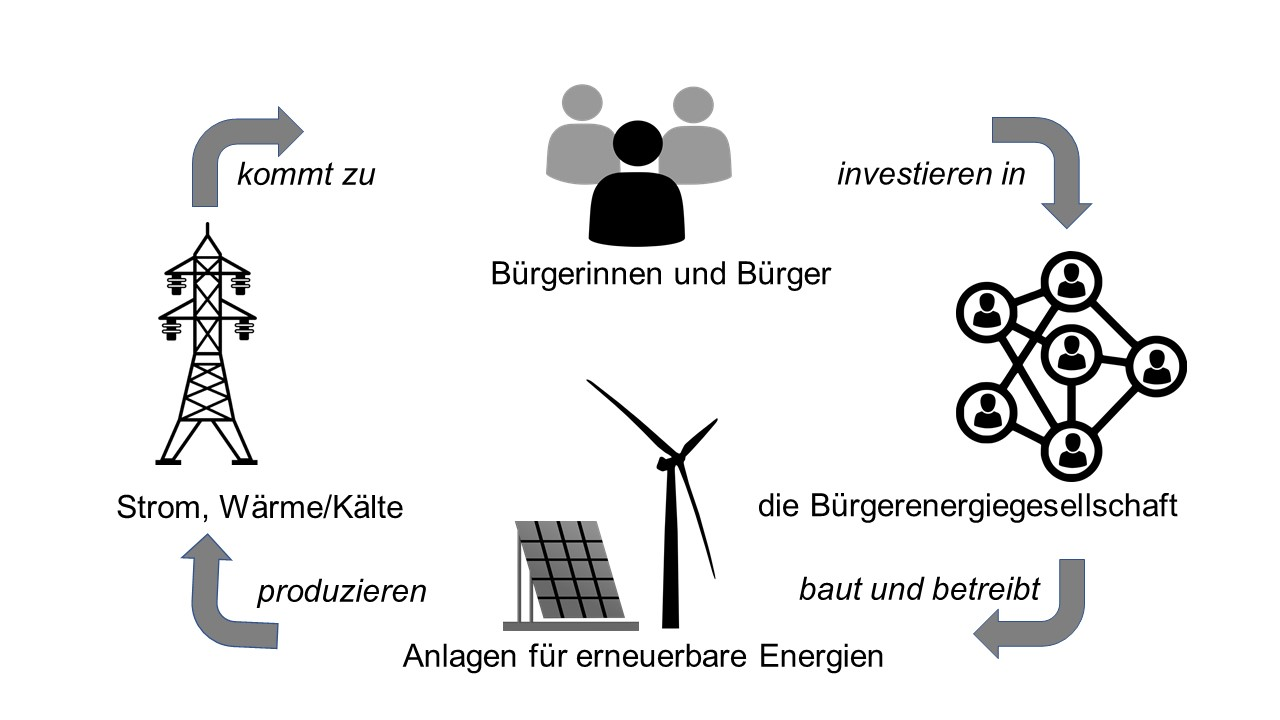
Bedeutung der Bürgerenergie

Die Bedeutung der Bürgerenergie für die Energiewende ergibt sich aus den Erfordernissen der Dezentralität der Gewinnung erneuerbarer Energie, der Sektorenkopplung (Elektrizität, Wärme- und Kälteversorgung, Verkehr und Industrie) und der notwendigen Akzeptanz der mit der Energiewende verbundenen Veränderungen in der Region durch die Bevölkerung.
Im Ergebnis einer Studie aus dem Jahre 2017 werden von Akteuren der Bürgerenergie den Schlüsselfaktoren Partizipation und Wirtschaftlichkeit des Direktverbrauchs (d. h. Verbrauch von vor Ort erzeugter Energie ohne Nutzung eines öffentlichen Netzes) höchste Priorität eingeräumt. An der Schnittstelle von Wirtschaft, Zivilgesellschaft und Politik befindet sich diese Form der bürgerschaftlichen Partizipation im Spannungsfeld von Gemeinwohlorientierung und Renditeorientierung.
Die finanzielle Bürgerbeteiligung an Energieanlagen kann auf verschiedene Weise erfolgen:
1.: Aktive finanzielle Beteiligung
1.a): Bürger produzieren mit (eG, GmbH & Co. KG, GbR, … – siehe #Rechtsformen)
1.b): Bürger finanzieren mit (Stille Beteiligung, Nachrangdarlehen, Genussrecht, Inhaberschuldverschreibung, Sparbrief, …)
2.: Passive finanzielle Beteiligung
2.a): Beteiligung der Anwohner (Flächenpacht, Anwohnerbonus, Direktvermarktung von Strom / Wärme, Regionale Stromtarife, …)
2.b): Beteiligung der Allgemeinheit (Bürgeranteil, Bürgerstiftung, Kommune als Betreiber, …)
„Bürgerenergie“ im engeren Sinne (1.a) bedeutet, dass Bürger als (Mit-)Eigentümer einer Bürgerenergiegesellschaft Energie produzieren. Hierauf beziehen sich die folgenden Absätze.
Bürgerenergie fördert
- aktive Beteiligung an der Energiewirtschaft,
- Mitbestimmung und Transparenz beim Ausbau der erneuerbaren Energien,
- Akzeptanz der Energiewende,
- regionale Wertschöpfung,
- Demokratisierung der Energiewirtschaft.

## Bürgerenergie in Sinne des EU-Rechts
In der angelsächsischen Literatur wurde zunächst anstelle des Begriffes „Bürgerenergie“ bzw. „Bürgerenergiegesellschaft“ der Begriff community energy verwendet. Dieser juristisch nicht definierte Begriff
umfasst unter anderem die Begriffe Erneuerbare-Energie-Gemeinschaft und Bürgerenergiegemeinschaft, die in ihrer Bedeutung eine Schnittmenge haben und in
Richtlinien des europäischen Parlaments und Rates definiert wurden, ohne dabei Rechtsformen festzulegen.
In der Erneuerbare-Energien-Richtlinie der EU (RED II) vom 11. Dezember 2018 (Artikel 2, Absatz 16) wird die Erneuerbare-Energie-Gemeinschaft folgendermaßen definiert. Sie ist eine Rechtsperson,
(a) die, im Einklang mit den geltenden nationalen Rechtsvorschriften, auf offener und freiwilliger Beteiligung basiert, unabhängig ist und unter der wirksamen Kontrolle von Anteilseignern oder Mitgliedern steht, die in der Nähe der Projekte im Bereich erneuerbare Energie, deren Eigentümer und Betreiber diese Rechtsperson ist, angesiedelt sind,
(b) deren Anteilseigner oder Mitglieder natürliche Personen, lokale Behörden einschließlich Gemeinden, oder KMU sind,
(c) deren Ziel vorrangig nicht im finanziellen Gewinn, sondern darin besteht, ihren Mitgliedern oder Anteilseignern oder den Gebieten vor Ort, in denen sie tätig ist, ökologische, wirtschaftliche oder sozialgemeinschaftliche Vorteile zu bringen.
In der EU-Elektrizitätsbinnenmarktrichtlinie (Richtlinie 2019/944) vom 5. Juni 2019 (Artikel 2, Absatz 11) wird die „Bürgerenergiegemeinschaft“ folgendermaßen definiert. Sie ist eine Rechtsperson,
(a) die auf freiwilliger und offener Mitgliedschaft beruht und von Mitgliedern oder Anteilseignern, bei denen es sich um natürliche Personen, Gebietskörperschaften, einschließlich Gemeinden, oder Kleinunternehmen handelt, tatsächlich kontrolliert wird;
(b) deren Hauptzweck nicht in der Erwirtschaftung finanzieller Gewinne besteht, sondern darin, ihren Mitgliedern oder Anteilseignern oder den lokalen Gebieten, in denen sie tätig ist, Umwelt-, Wirtschafts- oder soziale Gemeinschaftsvorteile zu bieten;
(c) die in den Bereichen Erzeugung, einschließlich aus erneuerbaren Quellen, Verteilung, Versorgung, Verbrauch, Aggregierung, Energiespeicherung, Energieeffizienzdienstleistungen oder Ladedienstleistungen für Elektrofahrzeuge tätig sein oder andere Energiedienstleistungen für seine Mitglieder oder Anteilseigner erbringen kann.
Die EU-Elektrizitätsbinnenmarktrichtlinie und RED II nennen noch weitere potenzielle individuelle und kollektive Bürgerenergieakteure (aktive Kunden, gemeinsam handelnde aktive Kunden bzw. Eigenversorger). Außerdem räumen die Richtlinien ein, dass es neben den Erneuerbare-Energie-Gemeinschaften und den Bürgerenergiegemeinschaften noch weitere Formen von Energiegemeinschaften gibt.

## Rechtsformen
Eine Bürgerenergiegesellschaft (im Allgemeinen, nach EU-Recht wie auch nach EEG) kann in verschiedenen Rechtsformen realisiert werden. Typische Rechtsformen für Bürgerenergiegesellschaften sind in Deutschland die eingetragene Genossenschaft (eG, als Bürgerenergiegenossenschaft bekannt), die Europäische Genossenschaft (SCE), Gesellschaft mit beschränkter Haftung (GmbH), GmbH & Co. KG, die Unternehmergesellschaft (haftungsbeschränkt) (UG), UG & Co. KG, GbR, die gemeinnützige Stiftung sowie auch der gemeinnützige Verein (e. V.) oder eine nichtbörsenorientierte Aktiengesellschaft. Auch Privatpersonen (Natürliche Personen), wie z. B. Landwirte, werden der Bürgerenergie zugerechnet. Die Charakteristika für Bürgerenergie sind bei den verschiedenen Rechtsformen unterschiedlich gewichtet. Beispielsweise bei der Rechtsform einer Genossenschaft, also einer Bürgerenergiegenossenschaft, hat die Beteiligung einer größeren Anzahl von Bürgerinnen und Bürgern einen hohen Stellenwert. Die Genossenschaft ist typischerweise offen für eine Mehrzahl von Mitgliedern. Bei einer GmbH & Co. KG sind lediglich für die Geschäftsführung und die Vertreter der Gesellschaft – also nur für eine beschränkten Anzahl von Personen – die Mitbestimmungsrechte gesichert, während die Kommanditisten kaum Mitsprache- und Mitbestimmungsrechte haben, sondern lediglich Kontroll- und Informationsrechte (wie die Einsichtnahme in Bücher und Papiere).

## Geschäftsfelder der Bürgerenergiegesellschaften
Typische Geschäftsfelder von Bürgerenergiegesellschaften sind der Bau und Betrieb von Anlagen und Strukturen zur Gewinnung und zum Vertrieb erneuerbarer Energie, wie Bürgerwindparks, Bürgersolaranlagen und Bioenergiedörfer. Weitere Handlungsfelder der Bürgerenergiegesellschaften im Bereich der Elektrizität werden u. a. mit Bürgerstrom (Regionalstrom), Bürgerstromnetz (z. B. Elektrizitätswerke Schönau) und Mieterstrom beschrieben. Aufbau und Betrieb lokaler Wärmenetze und Infrastruktur für die Elektromobilität sowie Bürger-Energiesparprojekte sind weitere Felder. Begriffe wie Eigenverbrauch (d. h. Verbrauch der selbst gewonnenen erneuerbaren Energie), Direktverbrauch (d. h. Verbrauch der erneuerbaren Energie in der unmittelbaren Umgebung der Erzeugung) und Direktlieferung (d. h. die Belieferung mit Energie aus definierten Erneuerbaren Energie-Anlagen) präzisieren den Begriff des Prosumers. Einige Bürgerenergiegesellschaften wie die Bürgerwerke eG und auch Verbände wie der Bündnis Bürgerenergie e. V. verknüpfen sowohl diese Geschäftsfelder als auch verschiedene Bürgerenergiegesellschaften miteinander. Die Energiewende hin zur Gewinnung und Nutzung erneuerbarer Energien, die Wärme- und Verkehrswende sind die entscheidenden Geschäftsfelder der Bürgerenergiegesellschaften, die dem Klimaschutz dienen.

## Bürgerenergiegesellschaft im Sinne des Erneuerbare-Energien-Gesetzes EEG 2017
In Anerkennung dieser Bedeutung der Bürgerenergie für die Energiewende und damit den Ausbau erneuerbarer Energien ist in Deutschland mit dem Erneuerbare-Energien-Gesetz 2017 (EEG 2017) erstmals eine Legaldefinition von Bürgerenergiegesellschaften formuliert worden. Bürgerenergiegesellschaften im Sinne des EEG 2017 (§ 3 Nr. 15) sind Gesellschaften,
- die aus mindestens zehn natürlichen Personen als stimmberechtigten Mitgliedern oder stimmberechtigten Anteilseignern bestehen,
- bei denen mindestens 51 Prozent der Stimmrechte bei natürlichen Personen liegen, die seit mindestens einem Jahr vor der Gebotsabgabe ihren gemeldeten Hauptwohnsitz in der kreisfreien Stadt bzw. im Landkreis haben, in der bzw. in dem die Windenergieanlage(n) entsprechend der Standortangaben im Gebot errichtet werden soll(en), und
- bei denen kein Mitglied oder Anteilseigner mehr als zehn Prozent der Stimmrechte hält.

Sollten sich ausschließlich mehrere juristische Personen oder Personengesellschaften zu einer Gesellschaft zusammenschließen, muss jede der Personen oder Gesellschaften diese Voraussetzungen erfüllen, damit auf die durch den Zusammenschluss entstandene Gesellschaft die Regelungen zu Bürgerenergiegesellschaften Anwendung finden können.
Diese Legaldefinition steht im Zusammenhang mit den Ausnahmeregelungen für Bürgerenergiegesellschaften bei der Ausschreibung für Windenergieprojekte an Land (§ 36 g EEG 2017). Es wurde dabei auf Einschränkungen hinsichtlich einer Rechtsform (z. B. auf Bürgerenergiegenossenschaft) verzichtet. Nach § 36 g, Absatz 1, Nr. 2 müssen die Bürgerenergiegesellschaften den Standortkommunen 10 % der Anteile anbieten. Allerdings hat der Bundesgerichtshof mit Beschluss vom 11. Februar 2020 die Anforderungen, die an die Verteilung der Stimmrechte innerhalb einer Bürgerenergiegesellschaft zu stellen sind, geschärft. Die nach § 3 Nr. 15 Buchst. b) im EEG 2021 vorgesehene Stimmrechtsmehrheit von 51 Prozent zugunsten von landkreisansässigen Personen kann demnach ihre Funktion nur dann erfüllen, wenn eine tatsächliche Möglichkeit der Einflussnahme auf die Gesellschaft und die Mitwirkung an Entscheidungen der Gesellschafterversammlung zugunsten der landkreisansässigen Personen besteht. Die Gesellschaftermehrheit muss in der Lage sein, durch Mehrheitsentscheidungen wesentlichen Einfluss auf die Gesellschaft auszuüben.

## Bürgerenergiegesellschaften in Ausschreibungsergebnissen nach EEG 2017
Die Legaldefinition für eine Bürgerenergiegesellschaft nach § 3 EEG 2017 steht im Zusammenhang mit den Ausnahmeregelungen für Bürgerenergiegesellschaften bei der Ausschreibung für Windenergieprojekte an Land (§ 36 g EEG 2017). Die Ergebnisse der Ausschreibungen seit Mai 2017 lassen erkennen, inwieweit die vom Gesetzgeber in § 3 EEG 2017 vorgenommene Legaldefinition als auch die in § 36g EEG 2017 formulierten Ausnahmeregelungen zielführend im Sinne der vom Gesetzgeber bezweckten Akteursvielfalt (EEG 2017 § 2 Absatz 3; § 97 Absatz 1 Nummer 2) in der Energiewende sind.
| Rechtsformen der Bürgerenergiegesellschaften | Anzahl | Anteil |
| -------------------------------------------- | ------ | ------ |
| GmbH & Co. KG                                | 156    | 73,6 % |
| UG (haftungsbeschränkt) & Co. KG             | 43     | 20,3 % |
| GbR                                          | 7      | 3,3 %  |
| eG                                           | 3      | 1,4 %  |
| GmbH                                         | 2      | 0,9 %  |
| UG (haftungsbeschränkt)                      | 1      | 0,5 %  |
| Gesamt                                       | 212    | 100 %  |

Die Analysen der Ausschreibungsergebnisse von Mai 2017 bis Mai 2018 zeigen, dass die Rechtsform der GmbH & Co. KG dominiert, gefolgt von der Rechtsform UG & Co. KG, während Bürgerenergiegesellschaften in der Rechtsformen einer eingetragenen Genossenschaft (eG) nur marginal am Ausschreibungsverfahren beteiligt waren und Zuschläge erhalten haben; diese waren teils zum Zeitpunkt der Gebotsabgabe noch in Gründung befindlich. Obwohl Bürgerenergiegesellschaften mit 93 % (65 von 70 im Mai 2017) bzw. 14 % (15 von 111 im Mai 2018) angemessen unter den erteilten Zuschlägen repräsentiert waren, haben die über 1000 etablierten Bürgerenergiegenossenschaften bisher nicht erkennbar die Ausnahmeregelungen für Bürgerenergiegesellschaften bei der Ausschreibung für Windenergieprojekte an Land nach § 36 g EEG 2017 genutzt, nicht nutzen wollen oder können. Das politische Ziel der Akteursvielfalt wurde damit verfehlt, wie vielfach kritisiert wurde. So wurde frühzeitig vermutet, dass die bezuschlagten Bürgerenergiegesellschaften die Werte Demokratie, Mitsprache und Mitbestimmung der Menschen vor Ort – eben echte Partizipation nicht vertreten sondern große professionelle Windkraft-Projektierer die Bürgerenergiegesellschaften selbst gründeten und deren Vertreter praktisch als Strohmänner vorschickten. Die Vermutung lag nahe, da viele der bezuschlagten Unternehmen jeweils erst kurz vor den Auktionen gegründet wurden. Die Auswertung zeigte, dass die Mehrzahl (31 von 52) der bezuschlagten Bürgerenergiegesellschaften erst höchstens drei Monate vor dem Stichtag der Ausschreibung registriert worden war. Anreiz für dieses Verhalten gab die Ausnahmeregelung für Bürgerenergiegesellschaften ohne abgeschlossenes Gutachten zum Immissionsschutz teilzunehmen und die geringen Strafzahlungen, falls Projekte nicht realisiert werden. In den folgenden Monaten des Jahres 2017 konnten an einzelnen Beispielen diese Vermutungen bestätigt werden. Es wurde nachgewiesen, dass der Begriff Bürgerenergie missbraucht wurde und das Charakteristikum Offenheit bzw. Repräsentanz für Bürgerenergie nicht erfüllt wurde. Es wurden in der Folge zwar Ausnahmeregelungen für Bürgerenergiegesellschaften bei den Ausschreibungsrunden ab Februar 2018 verändert, aber nicht die Definition der Bürgerenergiegesellschaften, die Anspruch auf die Ausnahmeregelungen haben. So ist in den Ausschreibungsrunden von Februar und Mai 2018 die Zahl der bezuschlagten Bürgerenergiegesellschaften gesunken, die Zahl der bezuschlagten Bürgerenergiegenossenschaften hat nicht zugenommen (blieb unter 2 %, d. h. 1 von 83 bzw. 1 von 111 Zuschlägen). Bürgerenergiegenossenschaften blieben unterrepräsentiert. Die Zuschlagsquoten für Bürgerenergiegesellschaften lagen 2017 bei 93,4 % (3 Auktionen), 2018 bei 13,9 % (4 Auktionen), 2019 bei 9,7 % (6 Auktionen) und im Jahr 2020 bei nur 4,3 % nach 7 Gebotsterminen.
Im Ergebnis der Analyse der Akteursvielfalt wurde festgestellt, dass die meisten der bezuschlagten Bürgerenergiegesellschaften nur 10 bis 20 Gesellschafter bzw. Mitglieder hatten. Für die künftige Methodik der Analyse schlug deshalb das Umweltbundesamt vor, zusätzlich das Kriterium der Offenheit der Gesellschaft einzuführen, d. h. die Mitgliedschaft nicht ohne triftigen Grund für eine beteiligungsoffene Bürgerenergie abgelehnt werden darf. Der Genossenschaftsverband – Verband der Regionen forderte zur Verwirklichung des Bürgerenergie-Zieles Prosumer zu sein, dass der Gesetzgeber einen Rahmen schaffen soll, der „die Mitgliederversorgung mit dem Eigenverbrauch des selbst erzeugten Stroms gleichsetzt“ und „eine Bürgerenergiegesellschaft unabhängig von ihrer Rechtsform mindestens 50 statt der aktuell zehn Personen als Teilhaber vorweisen“ muss.

## Bürgerenergiegesellschaft im Sinne des Erneuerbare-Energien-Gesetzes EEG 2023
Aufgrund der Probleme mit der im EEG 2017 vorgenommenen Definition für Bürgerenergiegesellschaften wurden unter Berücksichtigung der Vorschläge vom Bundesverband Erneuerbare Energie e. V., dem Bündnis Bürgerenergie e. V., der Bundesgeschäftsstelle Energiegenossenschaften
beim DGRV – Deutscher Genossenschafts- und Raiffeisenverband e. V. und der World Wind Energy Association am 8. Juli 2022 vom Deutschen Bundestag mit dem „EEG 2023“ in § 3 folgende Änderungen der Legaldefinition beschlossen:
- Als „Bürgerenergiegesellschaft“ wird eine Genossenschaft oder sonstige Gesellschaft bezeichnet, also die Rechtsform der Bürgerenergiegenossenschaft hervorgehoben.
- Statt bisher mindestens zehn sind nun 50 natürliche Personen als stimmberechtigte Mitglieder oder stimmberechtigte Anteilseigner erforderlich.
- Es wird ferner gefordert, dass mit den vorgenannten Stimmrechten „in der Regel auch eine entsprechende tatsächliche Möglichkeit der Einflussnahme auf die Gesellschaft und der Mitwirkung an Entscheidungen der Gesellschafterversammlung verbunden sein muss“.
- Das Gebiet, aus dem 75 Prozent der stimmberechtigten natürlichen Personen kommen müssen, wird nun nicht mehr durch Landkreise oder kreisfreie Städte bestimmt, sondern durch ein „Postleitzahlengebiet, das sich ganz oder teilweise im Umkreis von 50 Kilometern um die geplante Anlage befindet, nach dem Bundesmeldegesetz mit einer Wohnung gemeldet sind, wobei der Abstand im Fall von Solaranlagen vom äußeren Rand der jeweiligen Anlage und im Fall von Windenergieanlagen von der Turmmitte der jeweiligen Anlagen gemessen wird.“
- Neu hinzugefügt wurde das Erfordernis, dass „die Stimmrechte, die nicht bei natürlichen Personen liegen, ausschließlich bei Kleinstunternehmen, kleinen oder mittleren Unternehmen … oder bei kommunalen Gebietskörperschaften sowie deren rechtsfähigen Zusammenschlüssen liegen“ müssen.
- Die Forderung, dass kein Mitglied oder Anteilseigner der Gesellschaft mehr als 10 Prozent der Stimmrechte an der Gesellschaft hält, wurde beibehalten.

Eine so definierte Bürgerenergiegesellschaft ist nach Maßgabe von § 22 ab 2023 von der Ausschreibungspflicht bei Windenergieanlagen an Land bis 18 Megawatt und Solaranlagen bis 6 Megawatt ausgenommen.

## Europäische Perspektive

Anzahl der Bürgerenergiegesellschaften in neun europäischen Ländern

In einer Studie aus dem Jahr 2020 wird für neun europäische Länder die Gesamtzahl von 3752 Bürgerenergiegesellschaften geschätzt, davon 1750 in Deutschland (s. Grafik). Diese Zahlen geben jedoch nicht die Gesamtsituation in der EU oder gar in Europa wider. So wird für Österreich, das nicht bei den vorgenannten neun Länder berücksichtigt wurde, eine Anzahl von 1000 aktive Energiegemeinschaften angegeben. Österreich war eines der ersten Länder in der EU, welches die Renewable Energy Directive (RED II) in die nationale Gesetzgebung übernommen hat und ist auch Vorreiter bei der Etablierung des Energy Sharing.
Die Energiepolitik der Europäischen Union, energiepolitische Gesetzesinitiativen der Europäischen Kommission, deren Richtlinien und Rechtsvorschriften prägen mehr und mehr die Energiezukunft der Europäischen Union. Am 11. Dezember 2018 haben das Parlament und der Rat der Europäischen Union die neue Erneuerbare-Energien-Richtlinie verabschiedet, die die Prosumer-Rechte zu Erzeugung, Speicherung und Handel von Strom aus erneuerbaren Energiequellen sowie die Befreiung des Eigenverbrauchs von Abgaben stärken (Erneuerbaren-Energien-Richtlinie, Art. 21 und 22, Legislativpaket „Saubere Energie für alle Europäer“). Bürgerenergie-Akteure werden als integraler Bestandteil der Energiewende definiert und in der Richtlinie als Erneuerbare-Energie-Gemeinschaften bezeichnet. Artikel 22 der Erneuerbare-Energien-Richtlinie erklärt das von den Staaten der EU zu gewährende Recht, dass Erneuerbare-Energie-Gemeinschaften Strom aus gemeinsamen, regionalen Erneuerbare-Energien-Anlagen auch gemeinsam und ohne unangemessene wirtschaftliche Belastungen (Umlagen, Abgaben, Steuern) nutzen können.
Seitens des europäischen Netzwerks der Bürgerenergiegenossenschaften REScoop wird von einem Meilenstein auf dem Weg zur Demokratisierung der Energiewirtschaft gesprochen. Mit der Richtlinie RED II wird auch die Verbesserung der Akzeptanz von erneuerbaren Energien vor Ort erwartet (Präambel, Absatz 70): „Mit Maßnahmen, die es Erneuerbare-Energien-Gemeinschaften ermöglichen, zu gleichen Bedingungen mit anderen Produzenten zu konkurrieren, wird auch bezweckt, dass sich Bürgerinnen und Bürger vor Ort vermehrt an Projekten im Bereich erneuerbare Energie beteiligen und somit erneuerbare Energie zunehmend akzeptiert wird.“
Die EU-Richtlinie RED II hat in Artikel 22 (Absatz 2b) das Recht auf Energy Sharing geschaffen, d. h. die in einer Erneuerbare-Energie-Gemeinschaft
mit eigenen Produktionsanlagen produzierte erneuerbare Energie gemeinsam zu nutzen. Auch dies Recht auf Energy Sharing ist – wie die gesamte Richtlinie RED II – bis zum 30. Juni 2021 in nationales Recht umzusetzen. Dies ist in unterschiedlichem Maße geschehen, wie Studien aus den Jahren 2019 und 2021 zeigen. In Belgien (Flandern), Italien, Portugal und in den Niederlanden ist Energy Sharing rechtlich geregelt,
in Lettland, Spanien und Polen teilweise, während in Deutschland und Norwegen Energy Sharing rechtlich bisher nicht geregelt ist. In Deutschland gibt es noch keinen Rechtsrahmen für energy sharing, außer der wirtschaftlich wenig attraktiven „sonstigen Direktvermarktung“ laut EEG. Es gibt jedoch in Deutschland Umsetzungsvorschläge für energy sharing.
Nach der EU-Solar-Energie-Strategie von 2022 arbeiten die EU und ihre Mitgliedsstaaten „gemeinsam daran …, mindestens eine auf erneuerbaren Energien basierende Energiegemeinschaft in jeder Gemeinde mit mehr als 10.000 Einwohnern bis 2025 einzurichten.“

## Internationale, auch außereuropäische Perspektive
Die IRENA Coalition for Action, ein global agierendes Netzwerk der Internationalen Organisation für Erneuerbare Energien (IRENA) in Zusammenarbeit mit der Energy Watch Group, ICLEI – Local Governments for Sustainability, dem Bündnis Bürgerenergie e. V. und weiteren Institutionen dokumentierte im Dezember 2020 in einem Bericht die Bedeutung der Bürgerenergie für die globale Energiewende, für den Klimaschutz und den Ausbau der Erneuerbaren Energien. Der Bericht analysiert Maßnahmen, die Bürgerenergie fördern und erhalten, unter anderem anhand von Fallstudien aus Australien, Costa Rica, Dänemark, Deutschland, Guatemala, Japan, Philippinen, den USA und dem Vereinigten Königreich.
Bürgerenergiegesellschaften in ausgewählten Ländern auch außerhalb Europas, wie in Australien, Japan, Neuseeland und den USA, werden im „Handbuch Energiewende und Partizipation“ dargestellt.